# Álvaro Rosendo
Álvaro Rosendo (Lisboa, 1960) é um fotógrafo português que vive e trabalha em Paço d'Arcos.

## Biografia
Depois de frequentar durante cinco anos a Escola Superior de Belas Artes de Lisboa, fez parte do grupo que fundou a Galeria Monumental (Lisboa, 1985 - com Manuel San Payo, Gonçalo Ruivo, Xana Barata, Jaime Lebre e Miguel Branco) e, mais tarde, com Paulo Mora, foi co-fundador da escola de fotografia Maumaus (Lisboa, 1991).
Apresentou o seu trabalho em numerosas exposições individuais e coletivas em Portugal, Espanha, França, Suíça e Bélgica (desde 1982) e colaborou em inúmeras publicações como fotorrepórter (desde 1981).
Desde 2000 tem trabalhado com Manuel Wiborg nas suas produções teatrais (integrando, desde 2014, a Associação Teatro do Interior) tanto no registo fotográfico como no apoio gráfico (criação de cartazes, vídeos e outros media).
Foi infografista na revista Visão (de janeiro de 2004 a fevereiro de 2023).
O seu trabalho está representado em coleções públicas e privadas com destaque para a Coleção Pedro Cabrita Reis (adquirida pela Fundação EDP/MAAT) e para a da Fundação PLMJ e na Fundação Calouste Gulbenkian no catálogo sobre a obra Túlia Saldanha.

## Vida pessoal
É casado com Maria Aranha com quem tem dois filhos (Pedro, n. 2000 e Jay, n. 2008).